# Flagstar Bank
Flagstar Bank é um banco comercial estadunidense com sede em Troy, Michigan. Uma subsidiária integral da Flagstar Financial, o Flagstar é um dos maiores administradores de hipotecas residenciais dos Estados Unidos e estava entre os maiores bancos do país antes de sua aquisição em 2022.

## Polêmica
Em 24 de fevereiro de 2012, o Departamento de Justiça dos Estados Unidos apresentou uma queixa no Tribunal Distrital dos Estados Unidos para o Distrito Sul de Nova Iorque contra o banco, alegando que ele havia aprovado indevidamente milhares de empréstimos hipotecários residenciais para seguro governamental. Em fevereiro de 2013, um tribunal distrital em Manhattan concluiu que o banco havia violado materialmente contratos que especificavam a qualidade e as características dos empréstimos a serem agrupados em títulos.